# Sadelväska

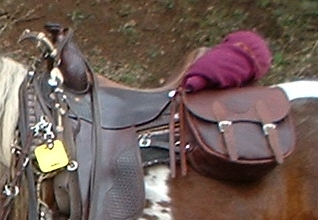
Sadelväska.

Sadelväska är en väska som används vid ridning. Sadelväskor förekommer oftast i par och placeras framför sadeln hängande på var sin sida av hästen eller fästs i och nedanför sadeln, bakom ryttarens ben. Sadelväskor tillverkas av läder, nylon eller textil. Handknutna sadelväskor, benämnda som kamelsäckar, fästs traditionellt vid sadeln på en kamel.
Sadelväska är även en väska för verktyg som fästs under bakre ändan av sadeln på en cykel. Ett större par cykelväskor som motsvarar ridsadelns parhängda sadelväskor benämns packväskor; dessa kan parvis hängas på båda sidor om pakethållaren eller som ensam väska frampå styret/framgaffeln.